# 6629 Kurtz
6629 Kurtz هو كويكب، يقع ضمن حزام الكويكبات. اكتشف في 17 أكتوبر 1982.

## روابط خارجية
- 6629 Kurtz في قاعدة بيانات مختبر الدفع النفاث لأجرام النظام الشمسي الصغيرة

- الاكتشاف · مخطط المدار ·  العناصر المدارية · المعلمات المادية

- 6629 Kurtz على موقع ويكي سكاي: DSS2, SDSS, GALEX, IRAS, Hydrogen α, X-Ray, Astrophoto, Sky Map, Articles and images